# Autoserica sinuaticollis
Autoserica sinuaticollis är en skalbaggsart som beskrevs av Moser 1917. Autoserica sinuaticollis ingår i släktet Autoserica och familjen Melolonthidae. Inga underarter finns listade.